# Stratiomys browni
Stratiomys browni är en tvåvingeart som beskrevs av Charles Howard Curran 1927. Stratiomys browni ingår i släktet Stratiomys och familjen vapenflugor. Inga underarter finns listade i Catalogue of Life.